# Права ЛГБТ в Нигерии
Как мужская, так и женская гомосексуальность в Нигерии табуизируется в обществе. Нигерия является одной из 63 стран мира, в которых однополые отношения являются уголовным преступлением и одной из шести стран мира (наряду с Ираном, Йеменом, Саудовской Аравией, Мавританией и Сомали), в которых они могут наказываться смертной казнью. В связи с нелегальным положением в стране отсутствует открытое ЛГБТ-движение. Организации вроде Alliance Rights Nigeria работают в подпольном режиме.

## Правовое положение

### Федеральное законодательство
Сексуальные контакты между лицами одного пола (а также с животными), согласно статье 214 УК Нигерии, наказываются в виде лишения свободы сроком в 14 лет. «Покушение» наказывается лишением свободы на семь лет (статья 215 УК). Кроме того, мужчине, совершившему «грубую непристойность» с другим мужчиной грозит до трёх лет тюрьмы (статья 217 УК). При этом для ареста ордер не требуется.
В 2006 и 2009 годах выдвигались законопроекты, направленные на введение уголовного наказания за регистрацию однополых сожительств. В мае 2013 года Парламент Нигерии одобрил законопроект, предполагающий тюремное заключение сроком до 14 лет за вступление в однополый брак или союз. Также до 10 лет тюрьмы предусмотрено для любых лиц, помогающих в проведении однополых свадеб. В январе 2014 года закон был подписан президентом Гудлаком Джонатаном.
Согласно принятому закону, запрещаются также и любые прямые или непрямые проявления гомосексуальности, а также создание организаций в защиту прав ЛГБТ-сообщества. За данные деяния закон предусматривает наказания в виде тюремного заключения сроком до десяти лет.

### Северные штаты

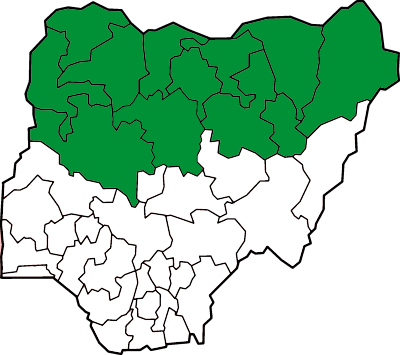
Штаты Нигерии, в которых используется исламское право (шариат)

В дополнение к федеральным законам большинство штатов на севере Нигерии, в которых преобладает мусульманское население, после 1999 года приняли законы шариата, согласно которым люди, обвинённые в гомосексуальных связях, могут приговариваться судом к смертной казни побиванием камнями.
Законы шариата приняты в 12 северных штатах Нигерии — Баучи (2001), Борно (2000), Гомбе (2001), Джигава (2000), Кадуна (2001), Кано (2000), Кацина (2000), Кебби (2000), Нигер (2000), Сокото (2000), Йобе (2001) и Замфара (2000). Согласно шариату, высшая мера за однополые сексуальные контакты между мужчинами — смертная казнь путём побивания камнями, а за сексуальные контакты между женщинами — порка и лишение свободы.
Однако высшая мера назначается не всегда. Так в декабре 2013 года в штате Баучи обвинённый в гомосексуальных связях христианин был приговорён к штрафу в 30 долларов, 20-летний мусульманин, в отношении которого был доказан факт совершения гомосексуального акта семь лет назад, был приговорён к 20 ударам плетью.